# Futbol Club Santboià
El Futbol Club Santboià es un club de fútbol español, de la ciudad de San Baudilio de Llobregat en la provincia de Barcelona. Actualmente participa en la Lliga Elit.

## Historia
En el año 1908 Joan Baptista Milà i Rebull y un grupo de aficionados entusiastas fundaron el Futbol Club Santboià, que siete años más tarde ingresaría en la Federación Catalana de Fútbol. El club pronto comenzará su militancia en la Segunda División Catalana. Entre los años 1915 y 1922 ganará todos los campeonatos de la comarca del Bajo Llobregat. En el año 1956 el club disputa por primera vez la Tercera División de España. En la temporada 1976-77 consigue el Campeonato de Catalunya amateur, derrotando en la final al Esport Club Granollers y completa su éxito con el Campeonato de España amateur. El 8 de diciembre del 1975 se inauguró el Estadio Municipal de Fútbol de San Baudilio de Llobregat con un partido contra el RCD Español. Años más tarde, en 2004, se inauguraría el nuevo estadio municipal que lleva el nombre del fundador del club. En el año 2008, año de su centenario, se queda a las puertas de ascender a 2.ª División B al ser eliminado en 2.ª ronda del playoff de ascenso a manos del Valencia CF Mestalla, tras haber superado a la Gimnástica de Torrelavega.
En julio de 2009 Jordi Casals dejó la presidencia del club, tras nueve años en el cargo, para acceder a la presidencia de la Federación Catalana de Fútbol. Le sustituyó en el cargo Ramon Andreu, tras cuatro meses con Celso González como presidente interino. Esa temporada queda 4.º y es eliminado por la Sociedad Deportiva Tenisca de La Palma (Canarias) primera fase de la ronda de ascenso, por el resultado global de 1-0.
El 20 de junio de 2010, el Santboià consiguió el histórico ascenso a 2.ª división B imponiéndose al Tudelano en la tanda de penaltis, después de igualarse la eliminatoria y no decantarse por ningún equipo en la prórroga. En la fase de ascenso, en la que jugó los tres partidos de vuelta fuera de casa, eliminó a Arandina, Corralejo y al propio Tudelano.
La siguiente temporada descendió de nuevo a la Tercera División de España, donde ha permanecido hasta la fecha.
En marzo de 2021, Ramon Andreu dimite como presidente y en las elecciones del mismo año, es elegido Francisco García como nuevo presidente de la entidad.

## Equipación
El F.C. Santboià disputa sus partidos con una equipación que consta de camiseta roja, pantalón negro y medias rojas. La 2.ª equipación consta de camiseta azul, pantalón negro y medias azules.

### Evolución del Uniforme
| 1919-1925 | 1925-1955 | 1955-1967 | 1967-1981 | 1981-2010 | 2010-2012 | 2012-presente |

## Palmarés
- 1 Campeonato de Cataluña amateur (1976-77)
- 1 Campeonato de España amateur (1976-1977)

## Temporadas
Hasta la fecha 2010 el club ha militado 20 veces en Tercera División.
| - 1956-57: 3.ª División 9.º - 1957-58: 3.ª División 10.º - 1958-59: 3.ª División 11.º - 1959-60: 3.ª División 11.º - 1960-61: 3.ª División 16.º - 1968-69: 3.ª División 10.º - 1969-70: 3.ª División 14.º - 1981-82: 3.ª División 16.º |  | - 1982-83: 3.ª División 10.º - 1983-84: 3.ª División 11.º - 1984-85: 3.ª División 18.º - 1987-88: 3.ª División 18.º - 1995-96: 3.ª División 3.º - 1996-97: 3.ª División 10.º - 1997-98: 3.ª División 17.º - 1998-99: 3.ª División 18.º |  | - 2000-01: 3.ª División 18.º - 2004-05: 3.ª División 6.º - 2005-06: 3.ª División 6.º - 2006-07: 3.ª División 7.º - 2007-08: 3.ª División 4.º - 2008-09: 3.ª División 4.º - 2009-10: 3.ª División 3.º |  |  |